# Messancy
Pour l’article homonyme, voir Messancy (ruisseau).
Messancy (prononcé /mε.sɑ̃.si/, en allemand Metzig, en luxembourgeois Miezeg) est une commune francophone de Belgique située en Région wallonne dans la province de Luxembourg, ainsi qu’une localité où siège son administration. Elle se trouve à la frontière du Grand-Duché de Luxembourg et non loin de la France. Elle fait partie de l'arrondissement d'Arlon et est le siège de la justice de paix du canton de Messancy.
La commune de Messancy est l'une des 25 communes de l'Agglomération transfrontalière du pôle européen de développement. Culturellement, elle fait partie du Pays d'Arlon où la langue vernaculaire est le luxembourgeois, de moins en moins parlé.

## Toponymie
La première mention connue est celle de Massencejum en 1096. On trouve ensuite un noble portant le nom d'Anselme de Messancy qui à l'époque s'appelait Metzig, soit dit en passant son nom luxembourgeois actuel. Par la suite plusieurs autres orthographes seront utilisées, comme Mescenci en 1290 ou encore Masancy un siècle plus tard. Lors du passage sous le régime français, le village prend alors le nom de Messancy.

## Géographie
La commune fait partie de la Lorraine belge, seule région géologique du Jurassique (Ère secondaire) de Belgique.
D'après les relevés des cartes IGN no 71/3-4, le point le plus élevé de la commune se situe entre Turpange et Sélange à 410 mètres d'altitude sur le versant gauche du ruisseau de la Messancy, au lieu-dit Kiirchbierg ; sur le versant droit, le point le plus élevé s'élève à 375 mètres, entre Bébange et Guelff. Le ruisseau se situe sur la commune à une altitude moyenne de 280 mètres à 320 mètres ; les pentes parfois ardues ont été jadis transformées en terrasses pour permettre l'exploitation agricole des versants bien orientés, les autres étant recouverts de forêts publiques ou privées.
Le village de Messancy s’étend sur le côté oriental de la route nationale 81, du nord au sud, d’une part depuis le carrefour giratoire sur la N81 d’où part une route vers Bébange jusqu’à hauteur d’Aubange-Nord, et d’autre part, en bordure orientale, depuis le village limitrophe de Turpange jusqu’au village limitrophe de Longeau.

### Cours d’eau
Le village est traversé du nord au sud par la Messancy, ruisseau qui prend sa source juste au nord de la commune à Arlon et qui se jette dans la Chiers quelques kilomètres plus au sud à Athus. Ce cours d'eau fait donc partie du bassin mosan.

### Localités

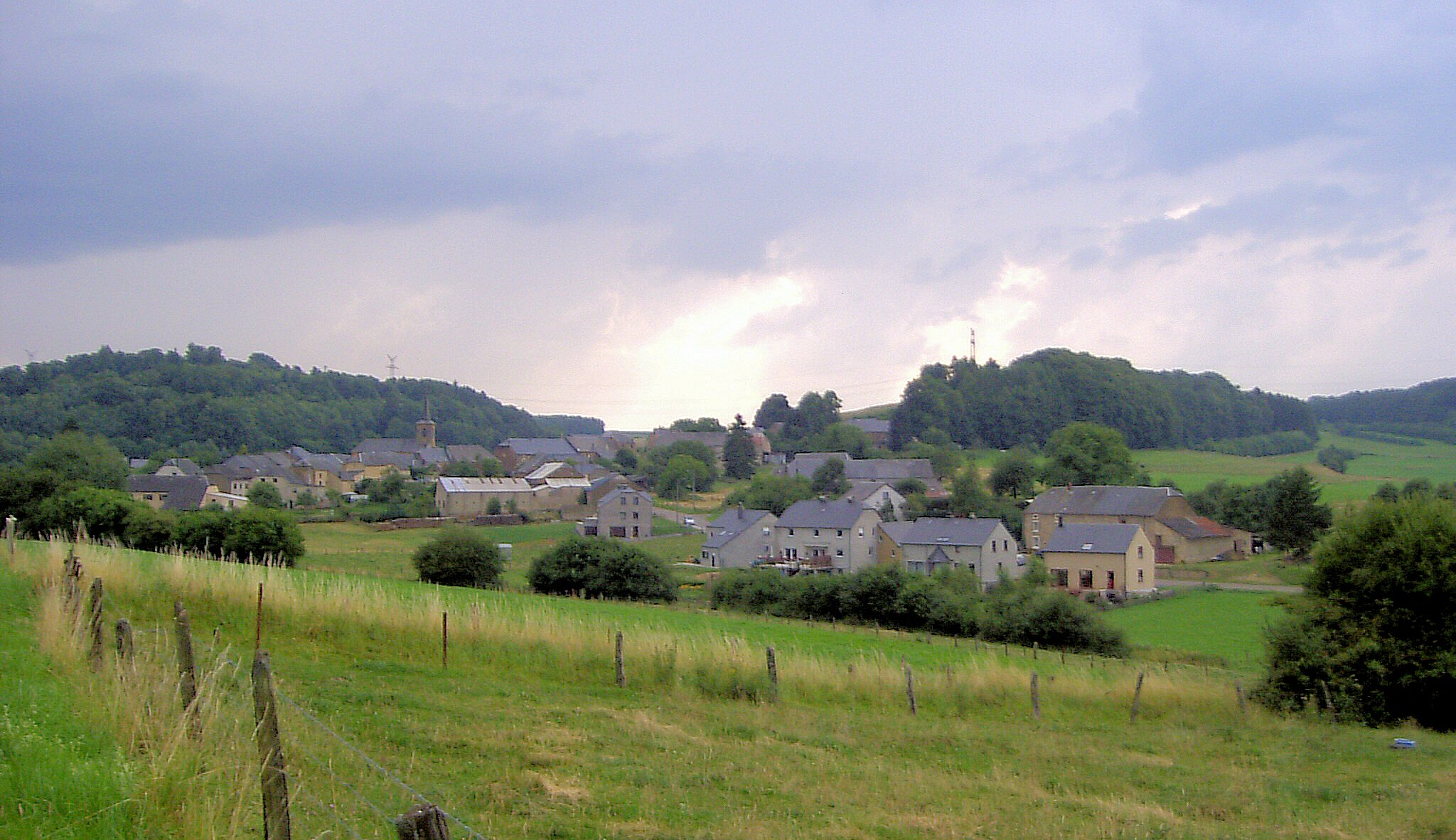
Bébange

La commune de Messancy compte cinq sections, dont certaines comportent plusieurs localités :
- Messancy : Differt, Longeau, Turpange
- Habergy : Bébange, Guelff
- Hondelange : Kwintenhof
- Sélange
- Wolkrange : Buvange

Messancy et ses sections connaissent depuis de nombreuses années un boom immobilier du fait de la proximité du Grand-Duché de Luxembourg avec la présence de nombreux frontaliers.

### Communes limitrophes
La commune est délimitée à l'est par la frontière luxembourgeoise qui la sépare du canton de Capellen.
|             | Arlon    |          |
| Saint-Léger | Messancy | Käerjeng |
|             | Aubange  |          |

### Sécurité et secours
La commune fait partie de la zone de police Sud-Luxembourg pour la police, ainsi que de la zone de secours Luxembourg pour les pompiers. Le numéro d'appel unique pour ces services est le 112.

## Démographie

### Évolution démographique avant la fusion de 1977
- Source: DGS, 1831 à 1970=recensements population, 1976= habitants au 31 décembre
- 1880: Scission de Sélange

### Évolution démographique de la commune fusionnée
En tenant compte des anciennes communes entraînées dans la fusion de communes de 1977, on peut dresser l'évolution suivante:
- Source: DGS , de 1831 à 1981=recensements population; à partir de 1990 = nombre d'habitants chaque 1 janvier[2]

### Population par localité de la commune
Liste des localités de la commune par nombre de population au 1er janvier 2020 :
- Messancy : 3 177 (1 554 hommes et 1 623 femmes)
- Hondelange : 1 023 (506 hommes et 517 femmes), y compris le hameau de Kwintenhof (3 habitants)
- Sélange : 762 (402 hommes et 360 femmes)
- Longeau : 701 (345 hommes et 356 femmes)
- Buvange : 581 (290 hommes et 291 femmes)
- Turpange : 520 (245 hommes et 275 femmes)
- Wolkrange : 484 (241 hommes et 243 femmes)
- Habergy : 363 (185 hommes et 178 femmes)
- Bébange : 263 (141 hommes et 122 femmes)
- Differt : 208 (105 hommes et 103 femmes)
- Guelff : 184 (91 hommes et 93 femmes)

## Histoire
Voir aussi : château de Messancy

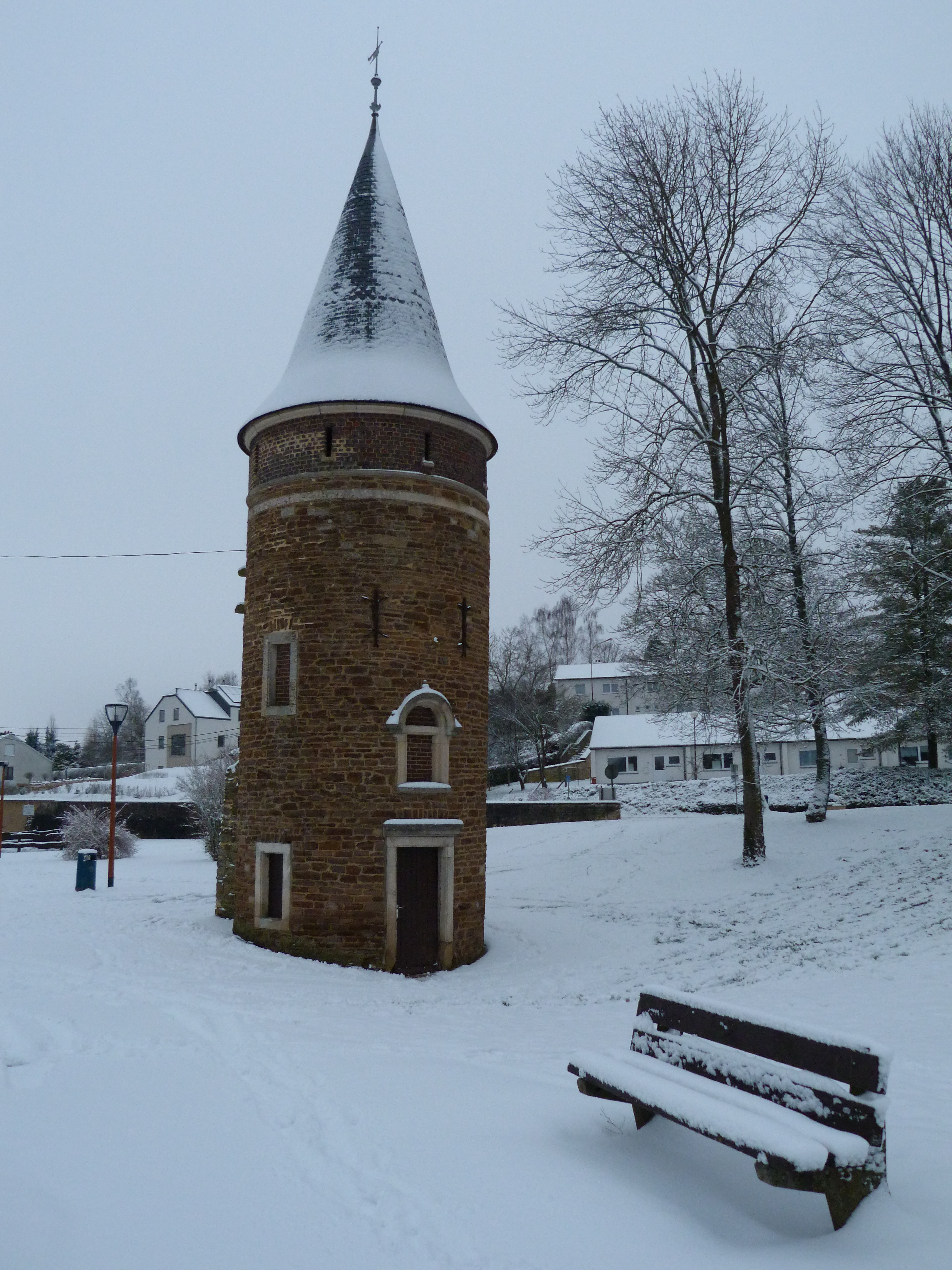
Une des tours de l'ancien château de Messancy, détruit par un incendie en 1979.

La commune de Messancy voit le jour dans les années 1276–1280, affranchie en vertu de la loi de Beaumont, loi promulguée en 1182 par Guillaume de Champagne, archevêque de Reims. Messancy dépendait alors de la châtellenie de Longwy.
En 1802, le siège de la justice de paix de canton est transféré de Bascharage à Messancy.
Jusqu'en 1822, la commune de Messancy comprend les villages de Differt, Guerlange, Longeau et Messancy.
En 1825, le titre de maire est remplacé par celui de bourgmestre.
De 1823 à 1876, la commune de Messancy comprend les villages de Differt, Guerlange, Longeau, Messancy, Sélange et Turpange.
En 1876, Sélange redevient une commune autonome.
Le 10 janvier 1945, un train de munitions explose en gare de Messancy, faisant de nombreux dégâts aux alentours.
À la suite de la fusion des communes de 1977, la commune de Messancy occupe une superficie de 5 243 hectares, dont 800 hectares de bois communaux, et englobe maintenant les villages de Bébange, Buvange, Differt, Guelff, Habergy, Hondelange, Longeau, Messancy, Sélange, Turpange et Wolkrange. Guerlange faisant à présent partie de la commune d'Aubange
Le 26 octobre 1993, Messancy adopte son blason : de gueules à trois pals d'or.
En 2007, la ligne de chemin de fer Athus-Meuse est de nouveau exploitée pour le transport de voyageurs. Elle permet de relier Messancy à Arlon, Rodange, Virton, Bertrix et Libramont. Le bâtiment de la gare, lui, a été racheté en juin par la commune et une remise en état d'un quai a été effectuée en 2008 pour permettre la desserte de Messancy sur cette ligne.
En 2009, un plan de rénovation urbaine est adopté, visant à embellir le centre du village.

## Héraldique
|  | La commune possède des armoiries, qui sont celles des seigneurs de Messancy. Blasonnement : De gueules à trois pals d'or. - Délibération communale : 6 juillet 1993 - Arrêté de l'exécutif de la communauté : 26 octobre 1993 Source du blasonnement : Lieve Viaene-Awouters et Ernest Warlop, Armoiries communales en Belgique, Communes wallonnes, bruxelloises et germanophones, t. 2 : Communes wallonnes M-Z, Communes bruxelloises, Communes germanophones, Bruxelles, Dexia, 2002. |

## Politique et administration

### Conseil et collège communal 2024-2030
| Collège communal  |                       |                                        |
| ----------------- | --------------------- | -------------------------------------- |
| Bourgmestre       | Christiane Kirsch     | Les Engagés - Nouvelle Union Communale |
| 1er Échevin       | Marc Muller           | Nouvelle Union Communale               |
| 2e Échevine       | Laurence Lorgé        | Nouvelle Union Communale               |
| 3e Échevin        | Rémy Biren            | Nouvelle Union Communale               |
| 4e Échevin        | Jean-Raymond Lichtfus | Les Engagés - Nouvelle Union Communale |
| Président du CPAS | Roger Kirsch          | Les Engagés - Nouvelle Union Communale |

## Patrimoine et culture

### Patrimoine architectural
- La maison communale, dite « villa Tesch », bâtiment communal aux caractéristiques architecturales typiques.
- Le château Mathelin, demeure seigneuriale de style néoclassique dont il ne reste que deux tours épargnées par un incendie qui ravagea toute la bâtisse en 1979[5]. Le parc du château est devenu un parc communal jouxté par une maison de retraite et bordé par la voie ferrée.
- Le château-école dit « le Castel », route d'Arlon.
- La « villa Clainge ».
- Les nombreux calvaires, dont la plupart sont classés.
- Visuel du patrimoine immobilier classé :

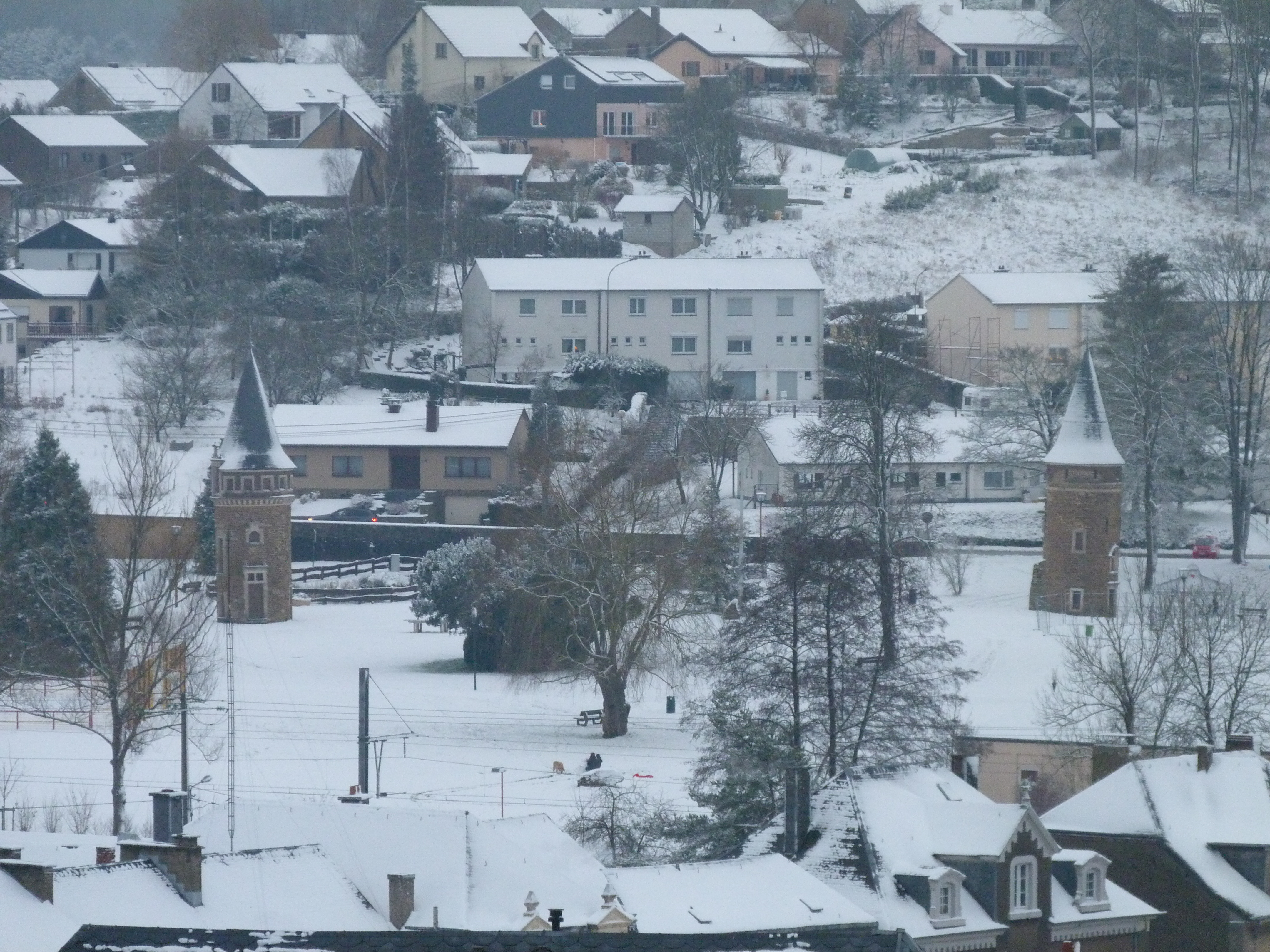
Les seuls vestiges de l'ancien château Mathelin : deux tours au milieu du parc.
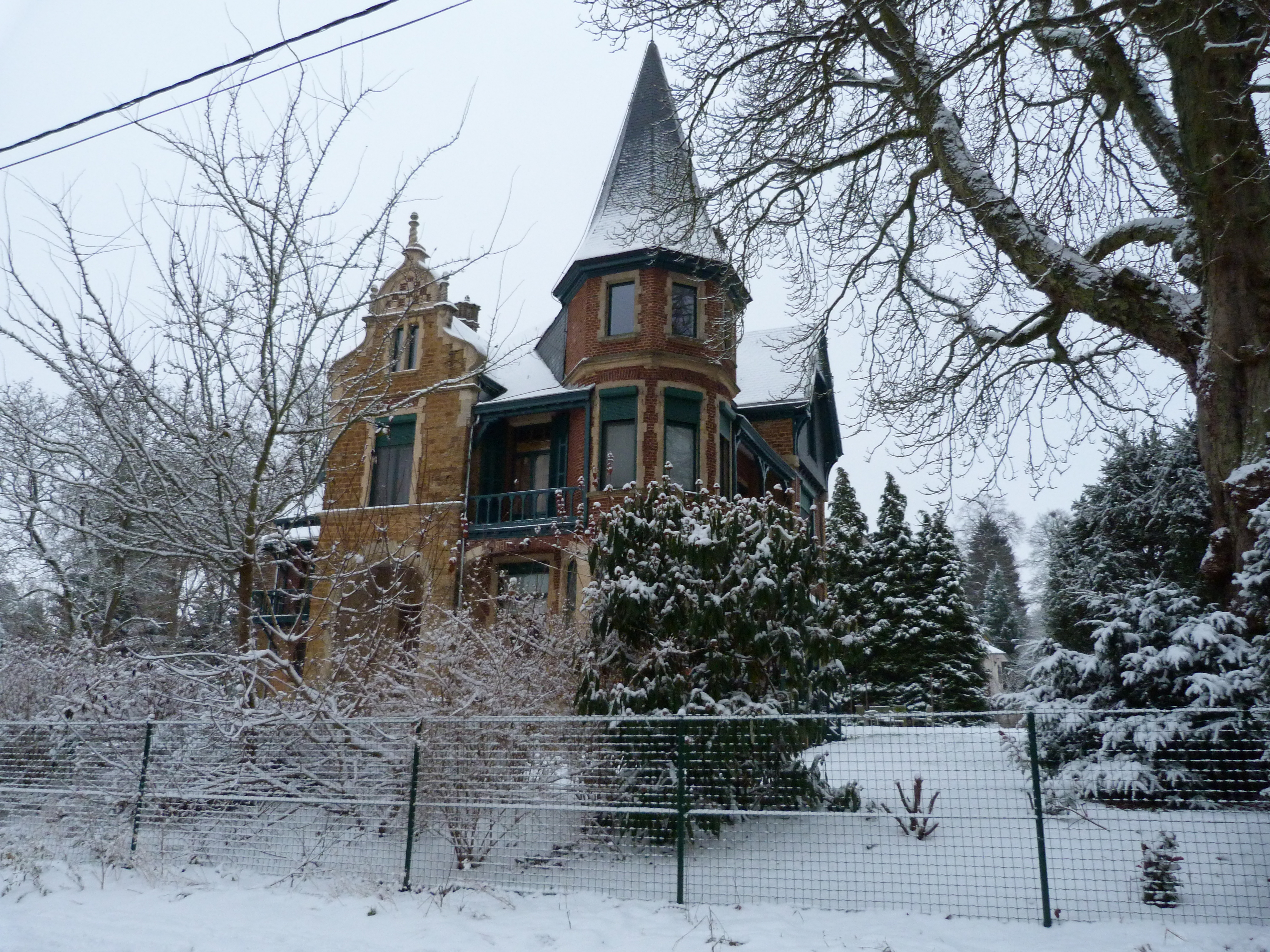
Une maison route d'Arlon.
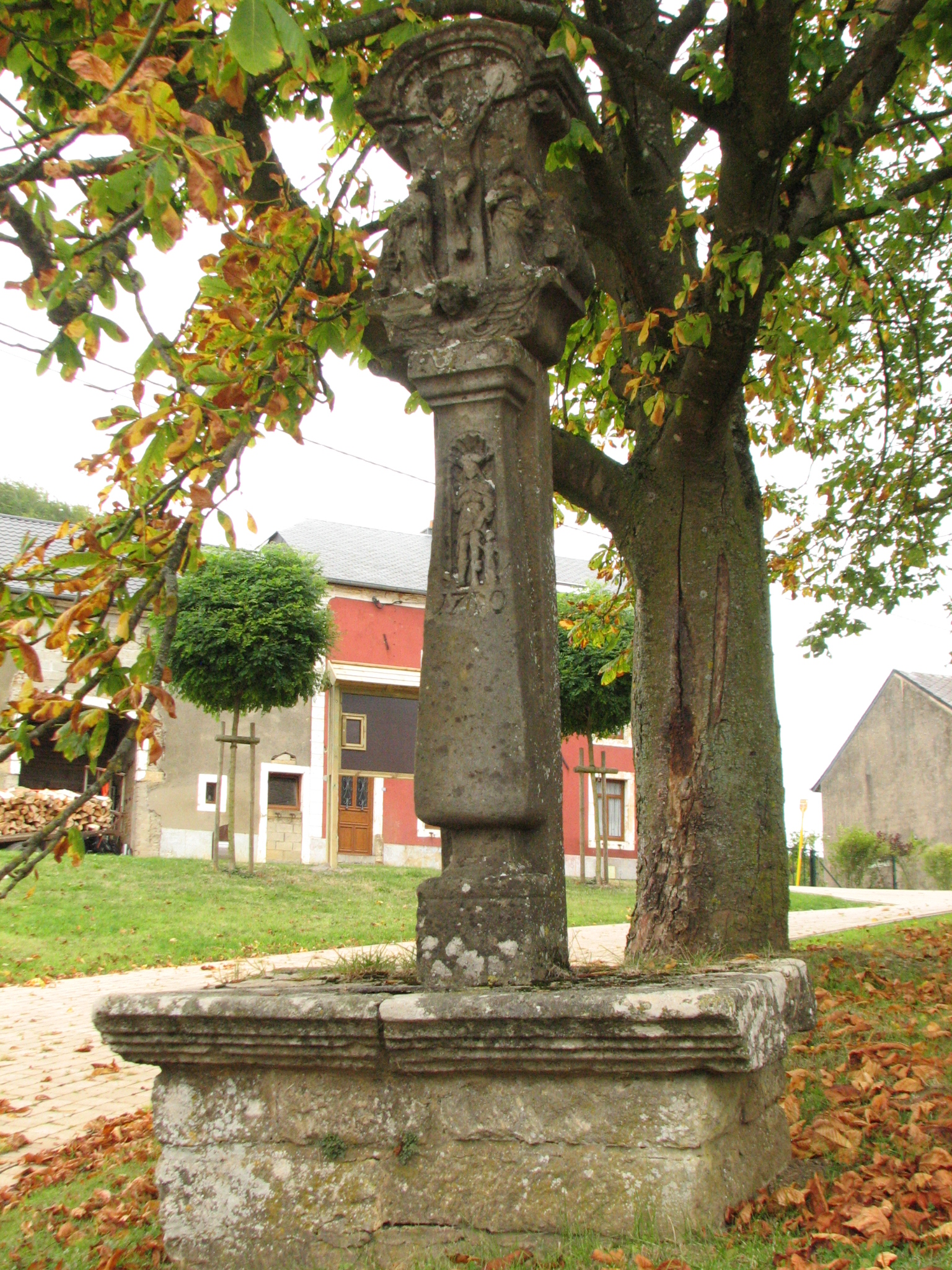
Un des calvaires d'Habergy.
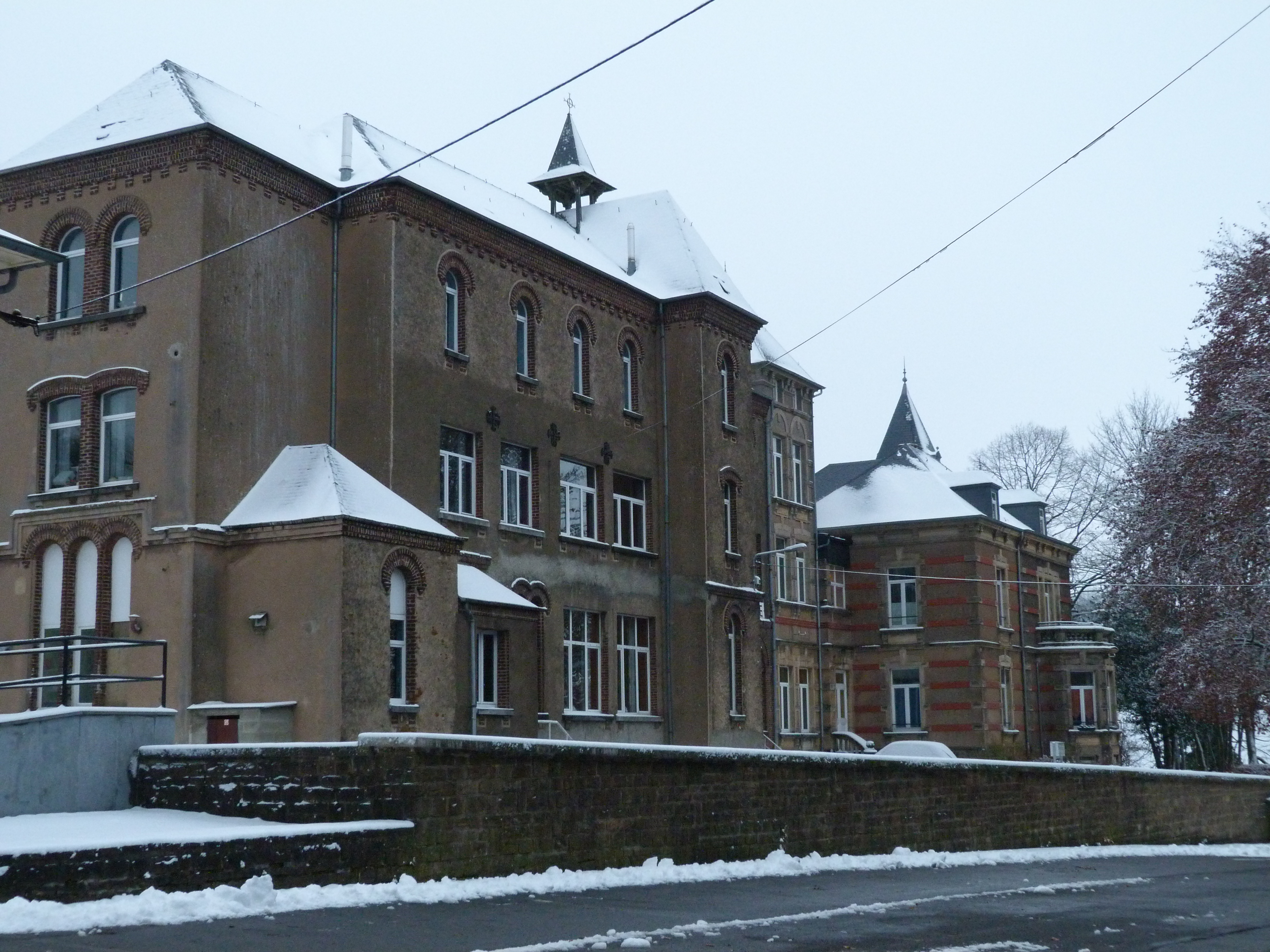
La villa Clainge, près de l'ancien hôpital.
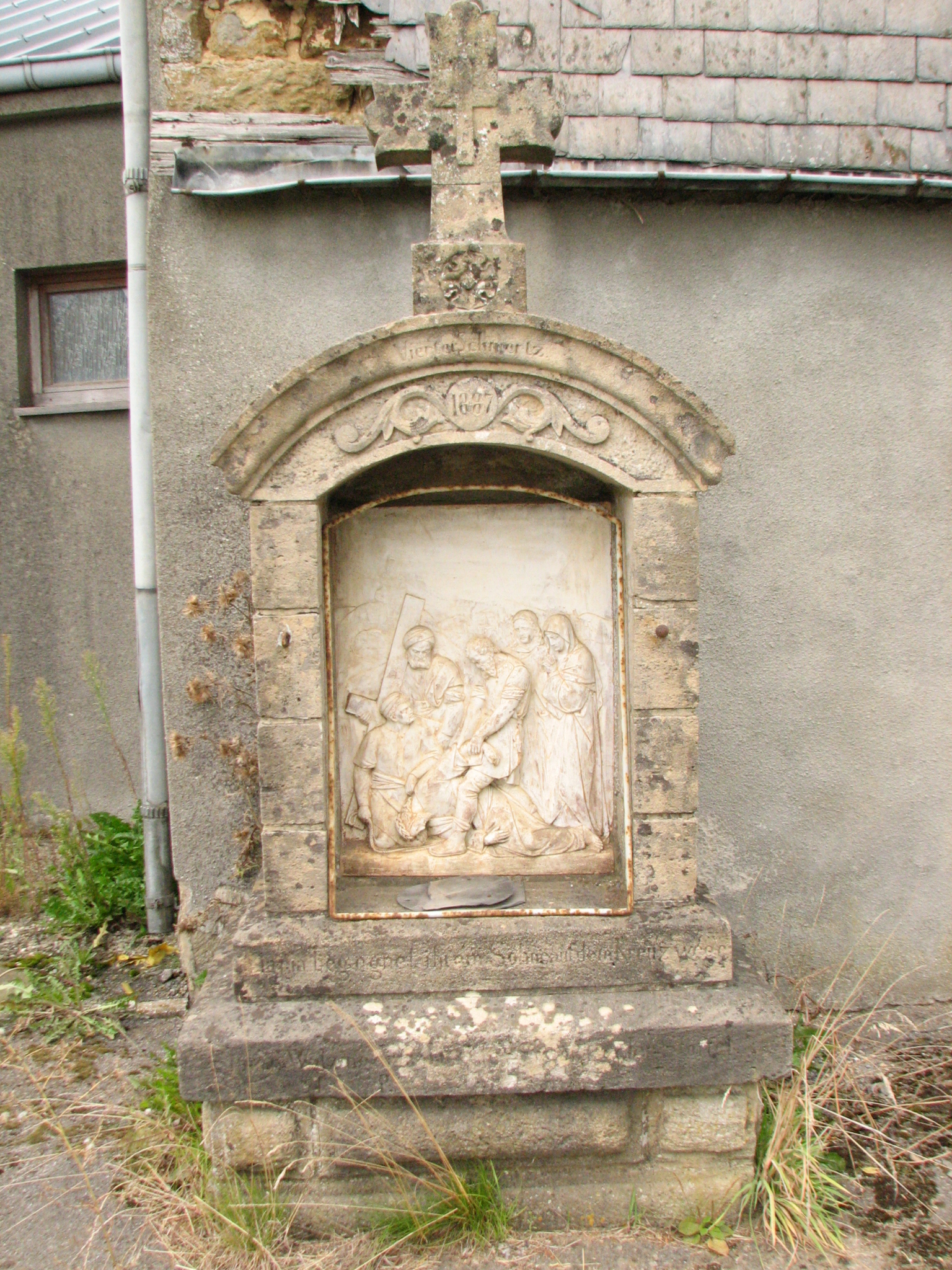
Un des calvaires d'Hondelange.

### Culture
- Harmonies : L'Amicale de Hondelange, La Concordia de Messancy, L'Alliance de Sélange, L'Amicale de Wolkrange.

#### Cultes
La commune est très majoritairement catholique même si la pratique de la religion se perd de plus en plus comme partout en Belgique. Messancy fait partie du diocèse de Namur et du doyenné de Messancy. L'église de Messancy a pour patron saint Jacques le Majeur fêté le 25 juillet. La kermesse locale a lieu le dimanche qui suit le 25 juillet. L’église est de style néogothique et a pour particularité d'être une église décanale. La commune compte également deux églises dédiées à Saint-Hubert. Les différentes paroisses de la commune sont les suivantes :
- Bébange : église Saint-Hubert ;
- Habergy-Guelff : église Saint-Hilaire ;
- Hondelange : église Saint-Remacle ;
- Longeau : Saint-Luc ;
- Messancy : église décanale Saint-Jacques ;
- Sélange :
  - église Sainte-Odile ;
  - chapelle Notre-Dame de Lösbruck ;
  - chapelle Notre-Dame de Lourdes ;
- Turpange : église Saint-Hubert ;
- Wolkrange : église Sainte-Croix.

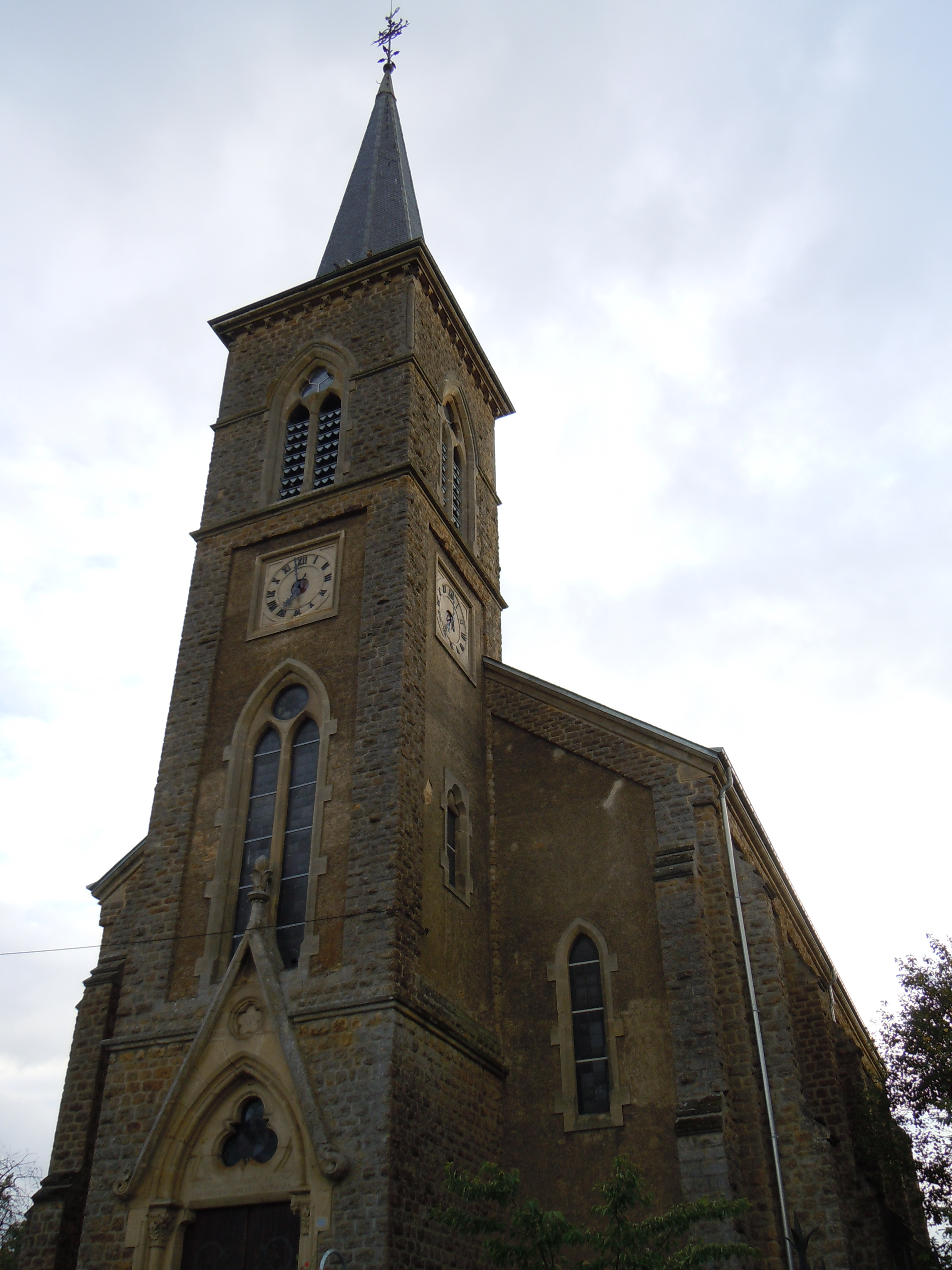
L'église Saint-Remacle d'Hondelange.
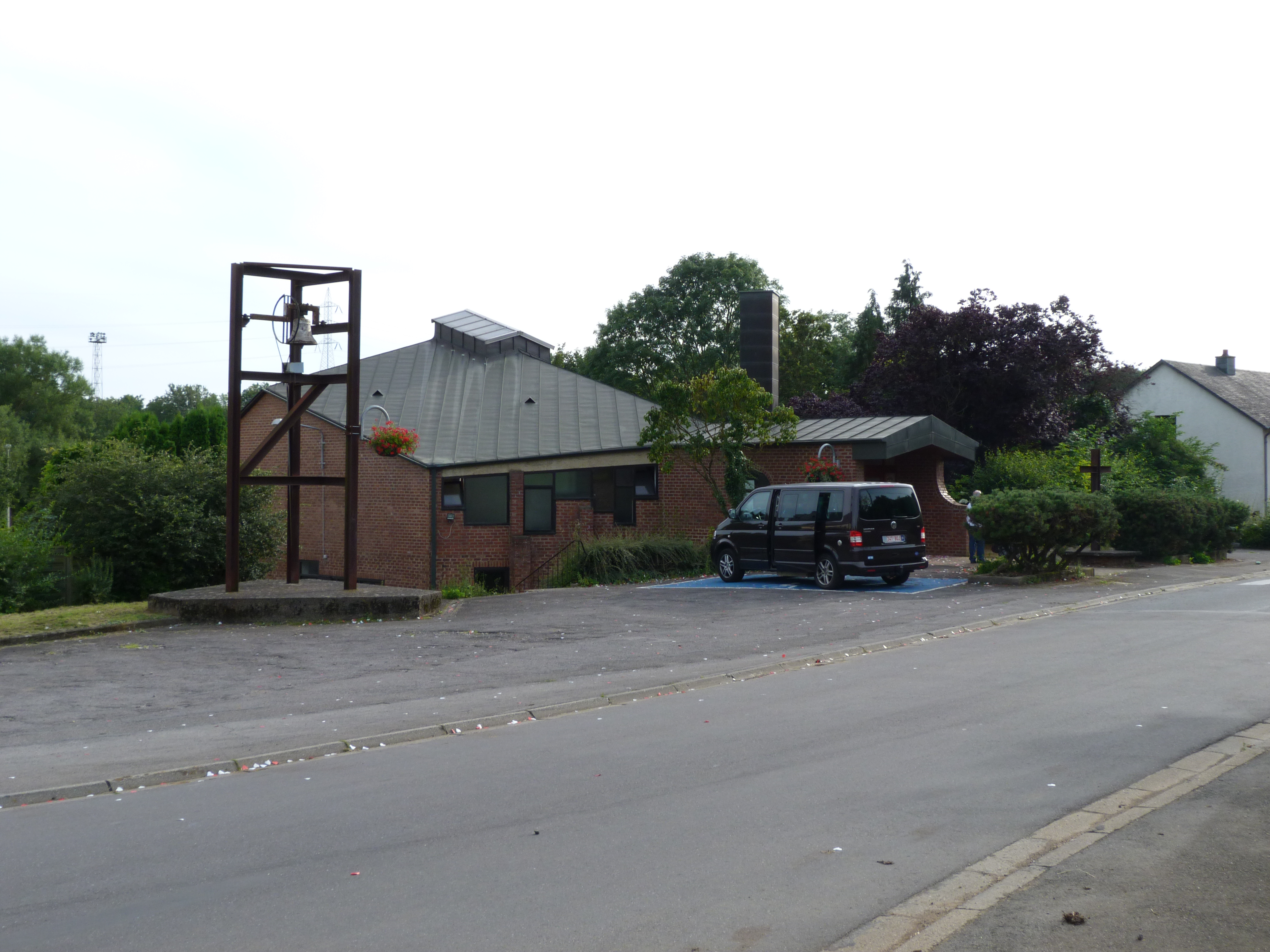
L'église moderne de Longeau.
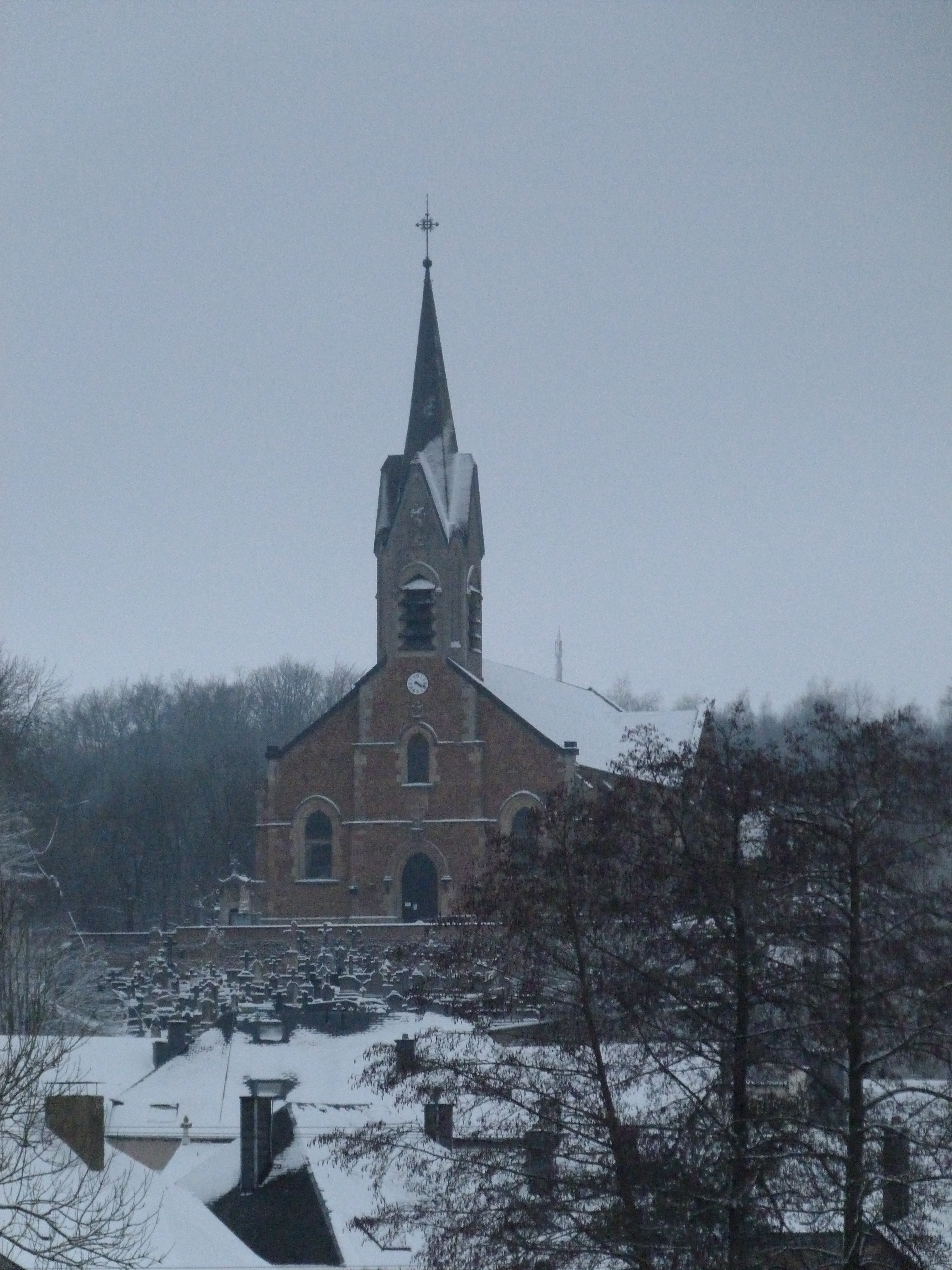
L'église décanale Saint-Jacques de Messancy.
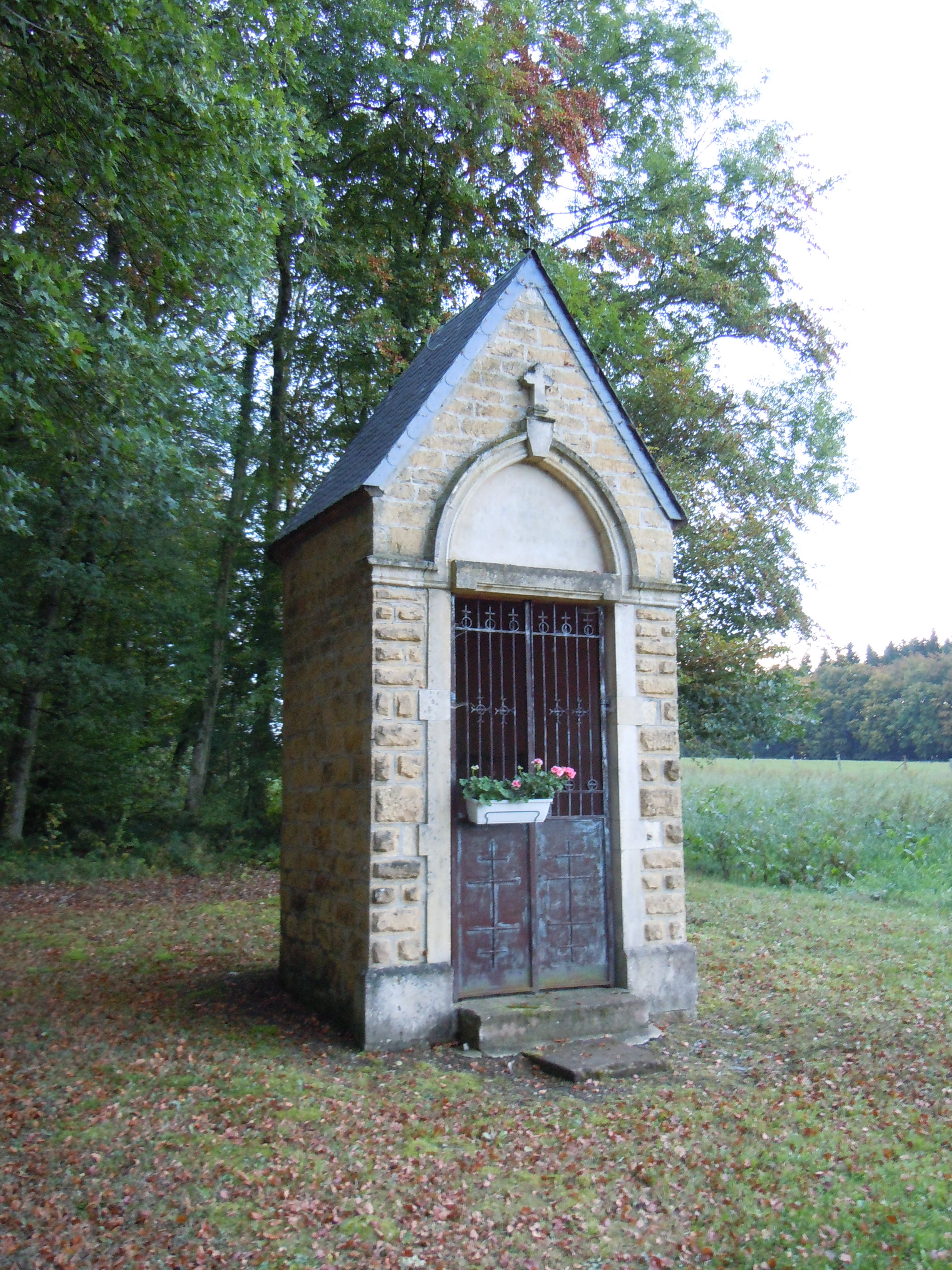
La chapelle Notre-Dame de Lourdes entre Sélange et Hondelange.
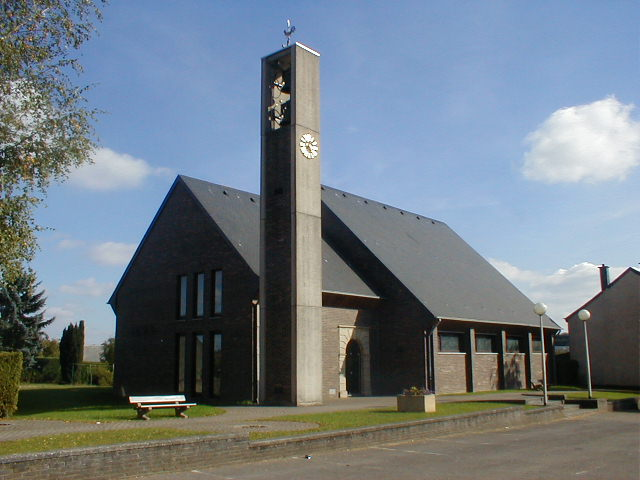
La nouvelle église de Sélange.
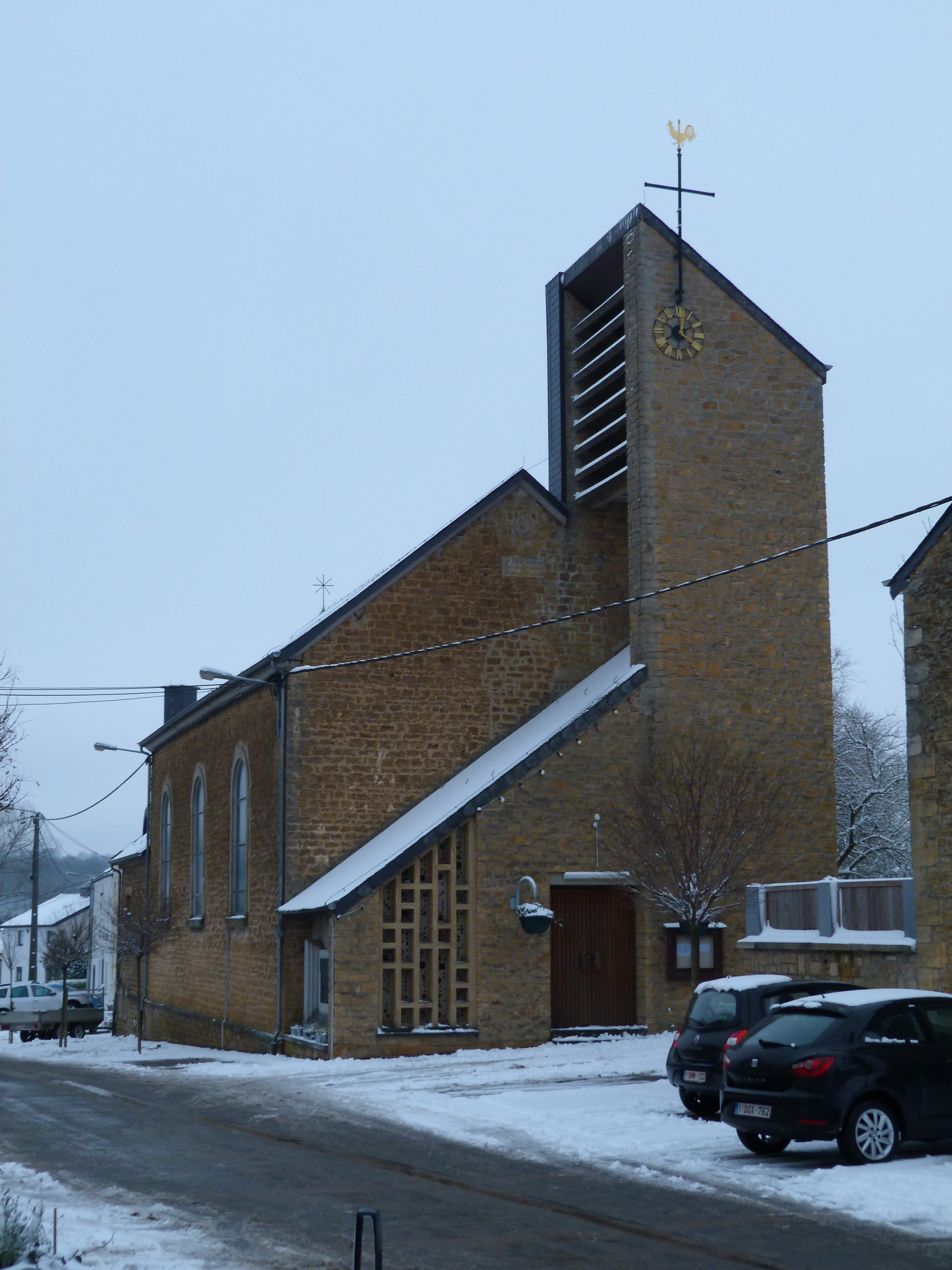
L'église Saint-Hubert de Turpange.

## Enseignement

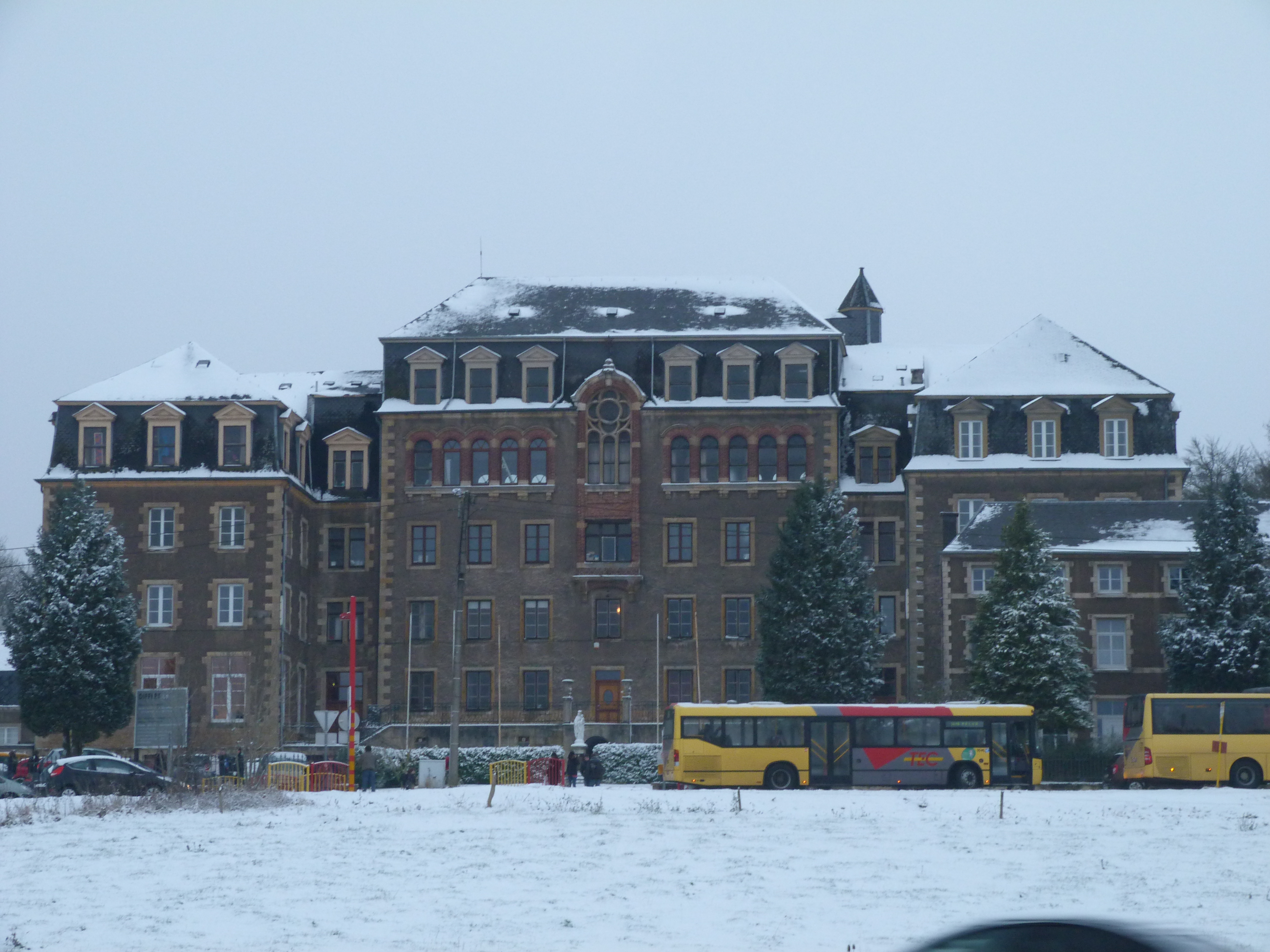
L'institut Cardijn-Lorraine de Differt.

La commune dispose de plusieurs écoles maternelles dans les villages d'Hondelange, Turpange, Sélange, Longeau et Wolkrange ainsi que deux écoles maternelles et primaires dans Messancy même (dites "le Castel" et "le Foyer", cette dernière faisant partie de l'Institut Cardijn-Lorraine). Sur le territoire de la commune se trouve aussi une école secondaire, autrefois internat, située à Differt le long de la route nationale 81, faisant également partie du réseau scolaire Cardijn-Lorraine.

## Galerie d'images

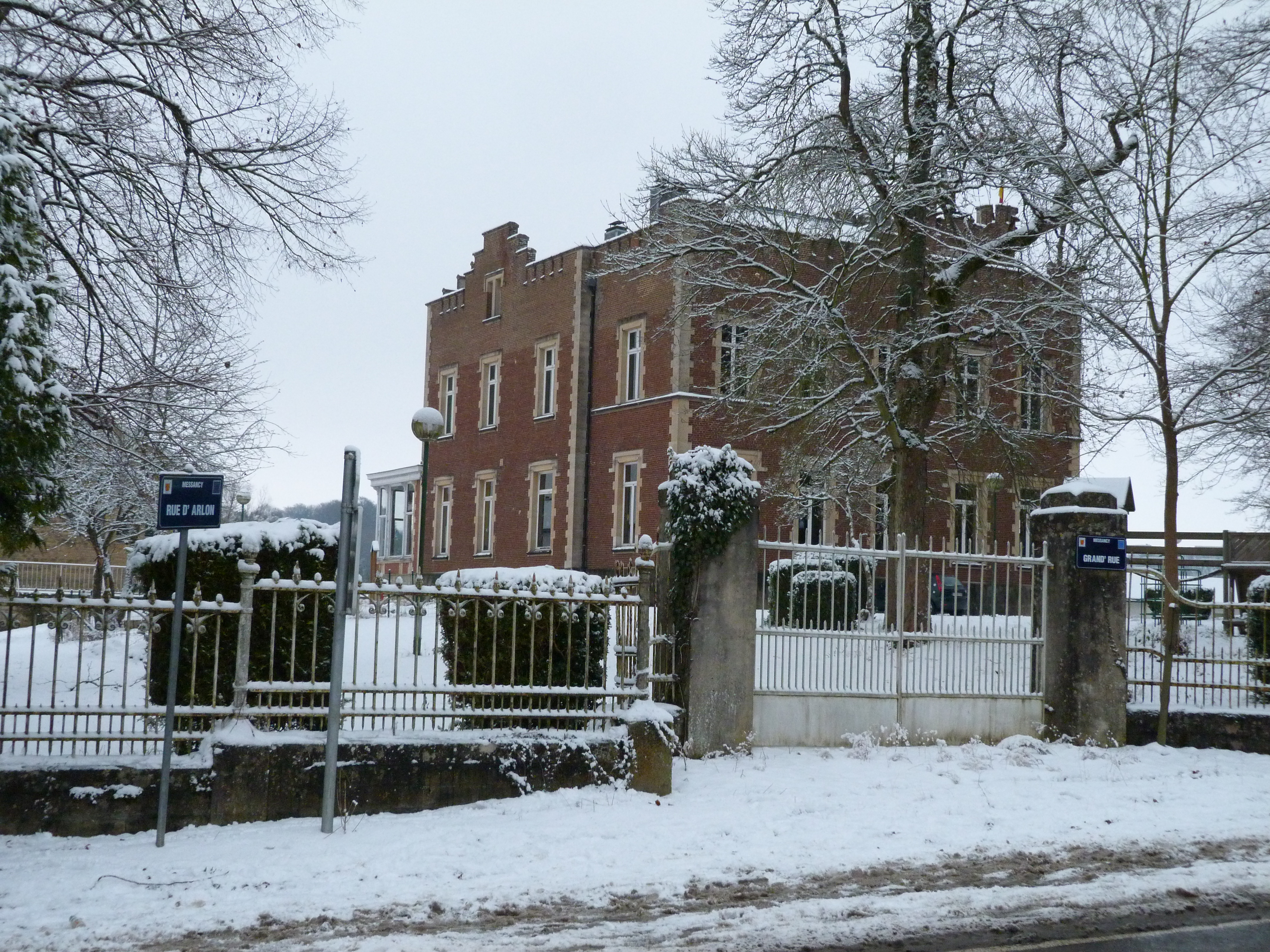
L'ancienne demeure dite « Le Castel », est aujourd’hui une école primaire.
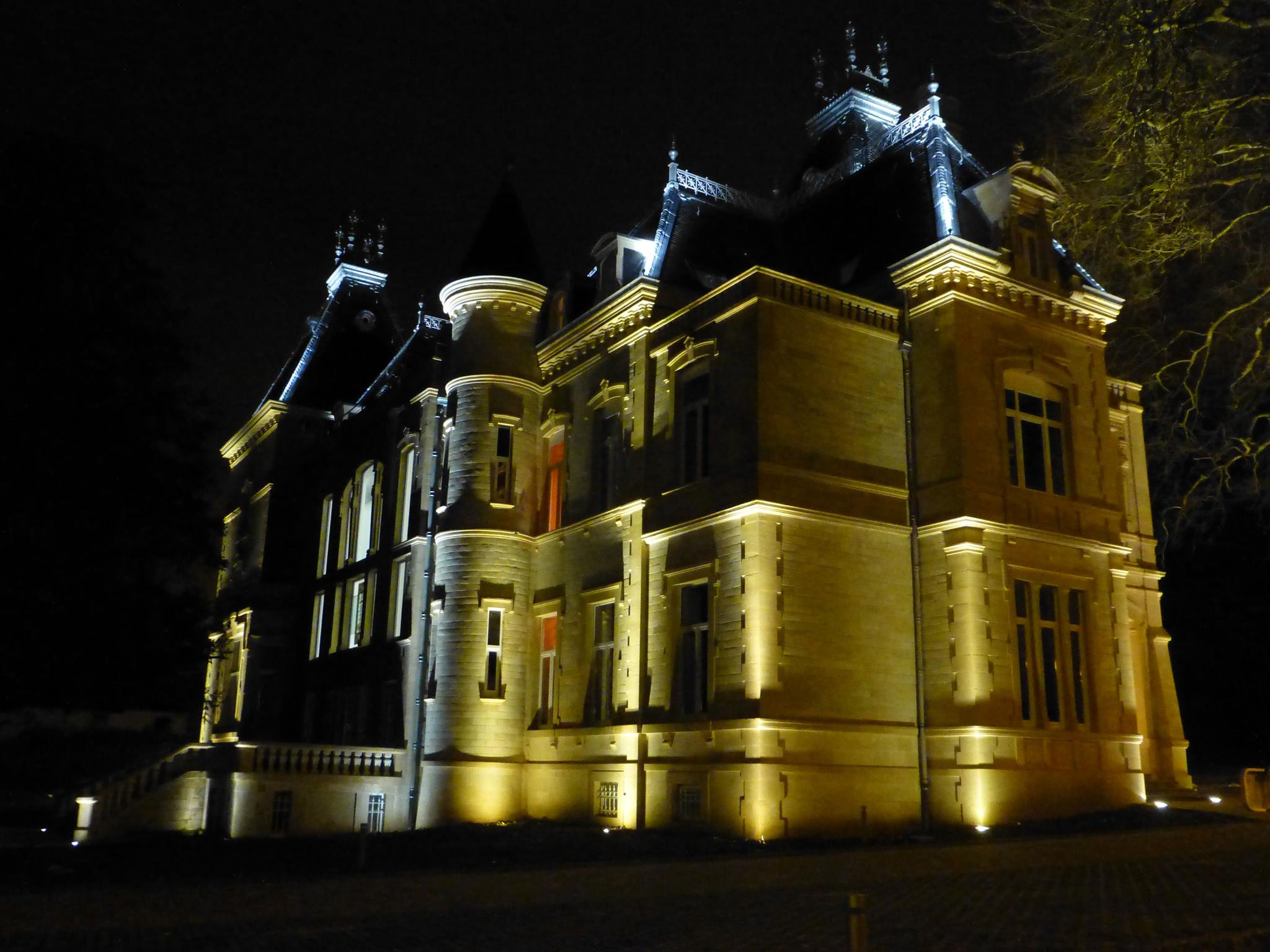
La maison communale de Messancy après sa rénovation en 2014.

## Économie
La commune dispose d'une petite zone industrielle le long du côté occidental de la route nationale 81 qui relie Arlon à Athus et Longwy, à la frontière avec la commune d'Aubange. Elle dispose également d'une zone commerciale fort connue dite: « Le triangle des 3 frontières », toujours le long de cette même nationale, sur laquelle se situe notamment l'hypermarché Cora, le magasin de déstockage « Mac Arthur Glenn » ainsi que de nombreuses autres enseignes.

### Transports

#### Route
Messancy est traversée du nord au sud par la route nationale 81, la reliant à la route européenne 411 et à la ville d'Arlon au nord, et vers le sud à la route nationale 88 et à la frontière française à Athus.

#### Rail

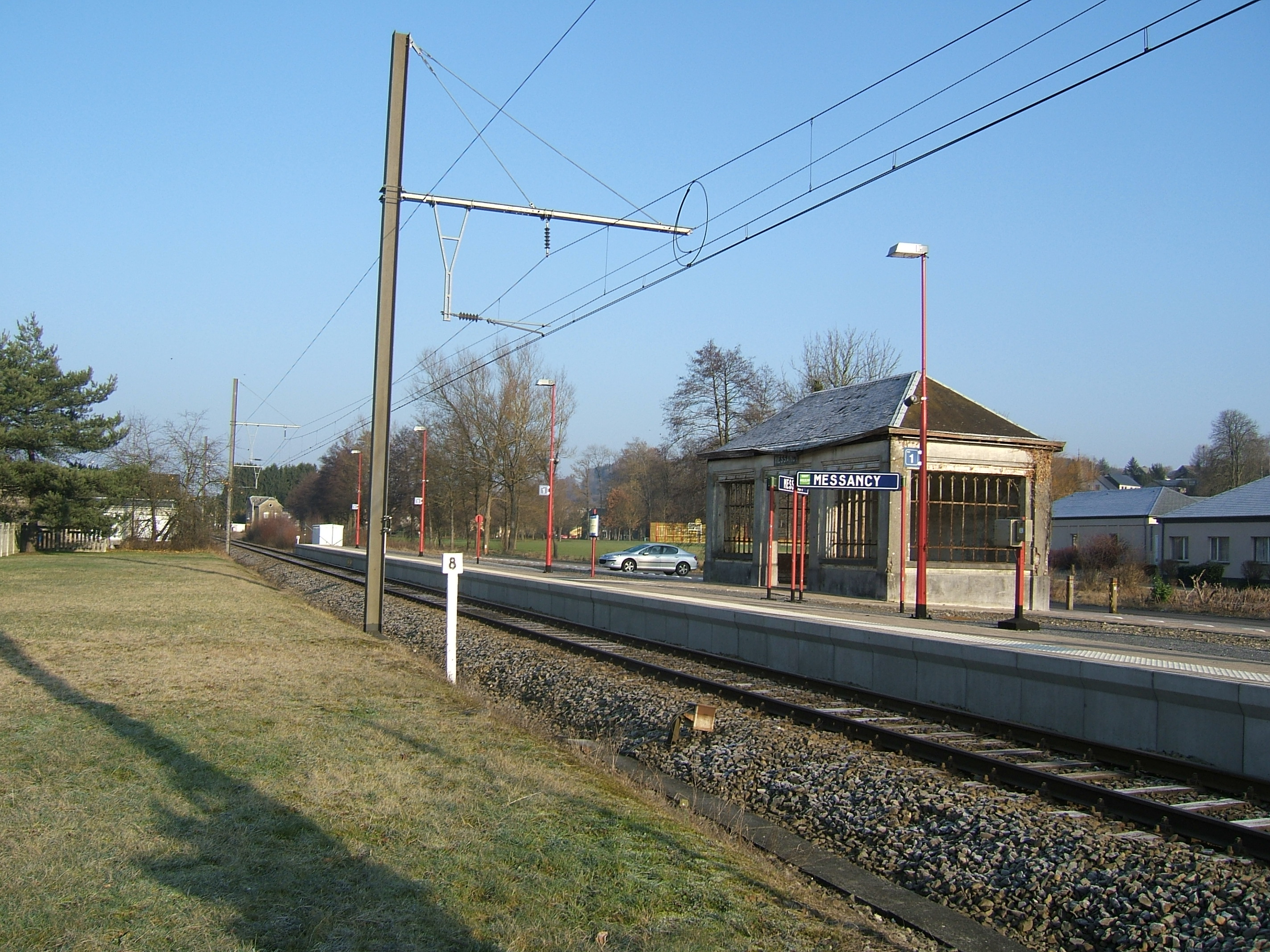
La gare

La commune dispose d'une gare en service sur la ligne 167 reliant Arlon, Athus, Virton et Libramont.
Autrefois il y avait également une gare à Turpange, mais celle-ci est désormais fermée.

#### Transports en commun
Outre la desserte ferroviaire qu'offre sa gare, la commune est desservie par plusieurs lignes de bus TEC. Parmi elles, la ligne 1011 (Liège - Bastogne - Arlon - Athus).

## Sports et vie associative

### Sports
La commune dispose d'un complexe sportif sur le site du lac de Messancy. S'y trouve une salle multisports ainsi que des terrains de football, siège du RFC Messancy, le club local.
On trouve également un club de tennis de table à Sélange, de volley-ball à Messancy, de pétanque à Longeau et de gymnastique à Messancy, ainsi que différents sports martiaux.

## Personnalités de Messancy
- Jean-Baptiste Nothomb (1805‑1881), Premier ministre belge, né à Messancy.
- Victor Tesch (1812-1892), député libéral à la Chambre des représentants de 1848 à 1892 et ministre de la Justice, né, mort et inhumé à Messancy.
- Eugène Jungers (1888-1958), gouverneur général du Congo belge et du Ruanda-Urundi né à Messancy.
- Ingrid Lempereur, nageuse et médaillée olympique née à Messancy le 26 juin 1969.
- Philippe Derlet, comédien, né à Messancy, le 6 juin 1977.